# Открытый чемпионат Катара по теннису среди женщин 2013
Открытый чемпионат Катара по теннису среди женщин 2013 года — профессиональный женский теннисный турнир, проводимый в катарском городе Дохе на открытых кортах с покрытием типа хард. Соревнования прошли в 11-й раз. Турнир относился к категории Premier 5, проводящихся в рамках WTA Тура. Соревнования прошли с 11 по 17 февраля.
Прошлогодние чемпионы:
- одиночный разряд:  Виктория Азаренко
- парный разряд:  Лизель Хубер /  Лиза Реймонд

## Соревнования

### Одиночный разряд
Виктория Азаренко обыграла  Серену Уильямс со счётом 7-66, 2-6, 6-3.
- Виктория Азаренко выигрывает 2й титул в сезоне и 16й за карьеру в туре ассоциации.
- Серена Уильямс уступает 1й финал в сезоне и 16й за карьеру в туре ассоциации.

### Парный разряд
Сара Эррани /  Роберта Винчи обыграли  Надежду Петрову /  Катарину Среботник со счётом 2-6, 6-3, [10-6].
- Сара Эррани выигрывает 3й титул в сезоне и 19й за карьеру в туре ассоциации.
- Роберта Винчи выигрывает 3й титул в сезоне и 19й за карьеру в туре ассоциации.